# Волфганг Кьолер
Волфганг Кьолер заедно с Макс Вертхаймер и Курт Кофка е основателят на движението на гещалт психологията и е известен като неговия говорител.
Гещалтдвижението е реакция срещу Вундт и бихевиоризма. Той подчертава перцептивните процеси и необходимостта от изучаването на поведението в цялата му възникваща сложност, а не опитите то да се анализира на своите компоненти. Кьолер установява приложимостта на гещалта към животинското поведение.
Работи и върху релационното и транспозиционното учене в Тенерифе. Пилета са учени да кълват зърна от по-тъмния от два съседни сиви листа. След това листата се сменят, така че по-светлият от двата да е със същия нюанс като по-тъмния по време на обучението. Птиците продължавали да кълват от (дори) още по-тъмното сиво, демонстрирайки по този начин, че са научили взаимоотношението, а не толкова конкретните нюанси на сивото.
Изучавайки акустическото и зрителното възприятие и илюзиите, Кьолер предполага, че съществуват невронни полета в мозъка, отговарящи за различните феномени на възприятията. Като усъвършенства идеята на Вертхаймер за психофизическия изоморфизъм, Кьолер развива идеята за съществуването на макроскопични зонални процеси, при които нервните импулси, възникващи в една точка на мозъка, се разпространяват в отдалечени от центъра посоки. Именно тези психохимически особености на нервната тъкан формират органическите корелати на такива концепции в гещалт психологията като групировка (възприемането на обекти, намиращи се близко един до друг в зрителното поле като група, а не като несвързани обекти), сегрегация, точност (възприемането се реализира по отношение на форми, най-познаваеми при дадени обстоятелства) и затвореност (тенденция към възприемане на непълна фигура като цяла).
Публикува значими изследвания и върху времевата грешка. В САЩ е предимно защитник на принципите на гещалтдвижението.

## Книги
- 1917: Intelligenzprüfungen an Anthropoiden (през 1925 г. излиза английско издание под заглавието The Mentality of Apes)
- 1920: Die physischen Gestalten in Ruhe und im stationären Zustand. Eine naturphilosophische Untersuchung.
- 1921: Intelligenzprüfungen an Menschenaffen. Berlin (Springer), Neudruck, 1963
- 1929: Gestalt Psychology (през 1933 г. излиза силно преработено немско издание под заглавието Psychologische Probleme)
- 1938: The Place of Value in a World of Facts (през 1968 г. излиза немско издание под заглавието Werte und Tatsachen)
- 1940: Dynamics in psychology. New York: Liveright
- 1969: The Task of Gestalt Psychology (през 1971 г. излиза немско издание под заглавието Die Aufgaben der Gestaltpsychologie)